# عقاب سرسفید
عقاب سرسفید یا عقاب آلاسکا یا عقابِ گَر (به انگلیسی Bald Eagle) (نام علمی: Haliaeetus leucocephalus) نوعی پرنده شکاری از گروه عقاب‌های دریایی است که بومی آمریکای شمالی است. محدوده زندگی این پرندهٔ شکاری، آلاسکا، کانادا، تمام خاک اصلی ایالات متحده آمریکا و شمال مکزیک را دربر می‌گیرد. این عقاب‌ها در نزدیکی پهنه‌های آبی وسیعی زندگی می‌کنند که هم ذخیره غذایی مناسبی داشته باشند و هم درختان کهنسالی برای آشیانه‌سازی وجود داشته باشد.
در اواخر قرن بیستم این پرنده در محدوده کشور آمریکا در خطر انقراض قرار گرفت، درحالی‌که تعداد آن‌ها در آلاسکا و کانادا زیاد شده بود. در سال‌های بعد جمعیت عقاب‌های سرسفید در آمریکا افزایش یافت و در ۱۲ ژوئیه ۱۹۹۵ از فهرست جانوران در معرض خطر انقراض خارج شد.
نام گَر را دلیل گَر بودن این جانور بر روی آن نگذاشته‌اند، بلکه واژه bald در قدیم به معنای «سرسفید» بوده است. عقاب‌های سرسفید در سن چهار تا پنج سالگی به بلوغ می‌رسند و صاحب پرهای قهوه‌ای با سر و دم سفید می‌شوند. رنگ و بال پرها در جنس نر و ماده مشابه است اما، مانند اغلب پرندگان شکاری دیگر، ماده‌ها از نرها بزرگترند. نوک آن‌ها بزرگ و زرد است و ماده‌ها نوک خمیده‌تری دارند.
عقاب سرسفید شکارچی فرصت‌طلبی است یعنی هرچند غذای اصلیش ماهی است اما با توجه به موقعیت از منابع تغذیه‌ای در دسترس دیگر خود نیز بهره می‌برد. عقاب دریایی دم‌سفید نزدیکترین خویشاوند عقاب سرسفید است که در اوراسیا زندگی می‌کند و نقش بوم‌شناختی مشابهی را در این منطقه ایفا می‌کند.
جوجه‌هایی که تازه از تخم در می‌آیند به رنگ خاکستری روشن هستند و در دوازده هفتگی رنگ آن‌ها به قهوه‌ای تیره می‌گراید. در این هنگام آن‌ها لانه را ترک می‌کنند. در حدود سه چهار سالگی رنگ آن‌ها قهوه‌ای بوده و دارای رگه‌هایی از پرهای سفید در زیر بال‌ها و روی سر خود هستند. هم‌چنین روی سینه و دم آن‌ها پرهای سفیدرنگ دیده می‌شود و نیز نوک آن‌ها سیاه‌رنگ است. در این سنین آن‌ها شباهت زیادی به عقاب‌های طلایی دارند و به راحتی انسان را به اشتباه می‌اندازند. این عقاب‌ها در سن ۴ الی ۵ سالگی از نظر جنسی بالغ می‌شوند و در این سن ویژگی آن‌ها یعنی پرهای سفید در سر و دم ظاهر می‌شود و رنگ چشم آن‌ها از قهوه‌ای تیره به زرد تبدیل می‌گردد.
عقاب سرسفید چندین رکورد را در دنیای پرندگان به نام خود ثبت کرده است. تاکنون سنگین‌ترین شکار و به‌طور کلی محموله‌ای که یک پرنده توانسته با آن از زمین بلند شود، یک گوزن ۶ کیلو و ۸۰۰ گرمی بوده است که یک عقاب سرسفید آن را از جا بلند کرده است. همچنین بزرگ‌ترین آشیانهٔ درختی پرنده‌ساز را نیز یک جفت عقاب سرسفید در فلوریدای آمریکا ساخته‌اند. آشیانهٔ آن‌ها ۶٫۱ متر عمق، ۲٫۹ متر عرض و وزن حیرت‌انگیزی معادل دقیقاً ۲٬۷۲۲ کیلوگرم (نزدیک ۳ تن) داشته است.عقاب سرسفید زمانی در خطر انقراض بود که نخستین تهدید آنها یک نوع حشره‌کش به نام ددت بود. این حشره کش همان‌طور که برای حشرات کشنده بود، برای پرندگان هم زیان‌بار بود. از وقتی که این نوع حشره‌کش ممنوع شد، تعداد پرندگان هم افزایش یافته است.

## نام
نام این پرنده از واژه انگلیسی Bald به معنی سپید روی گرفته شده است. این واژه در گذشته به معنای سپید بود که با مرور زمان معنی آن به تاس و گر تغییر یافته است.

## مشخصات این پرندگان

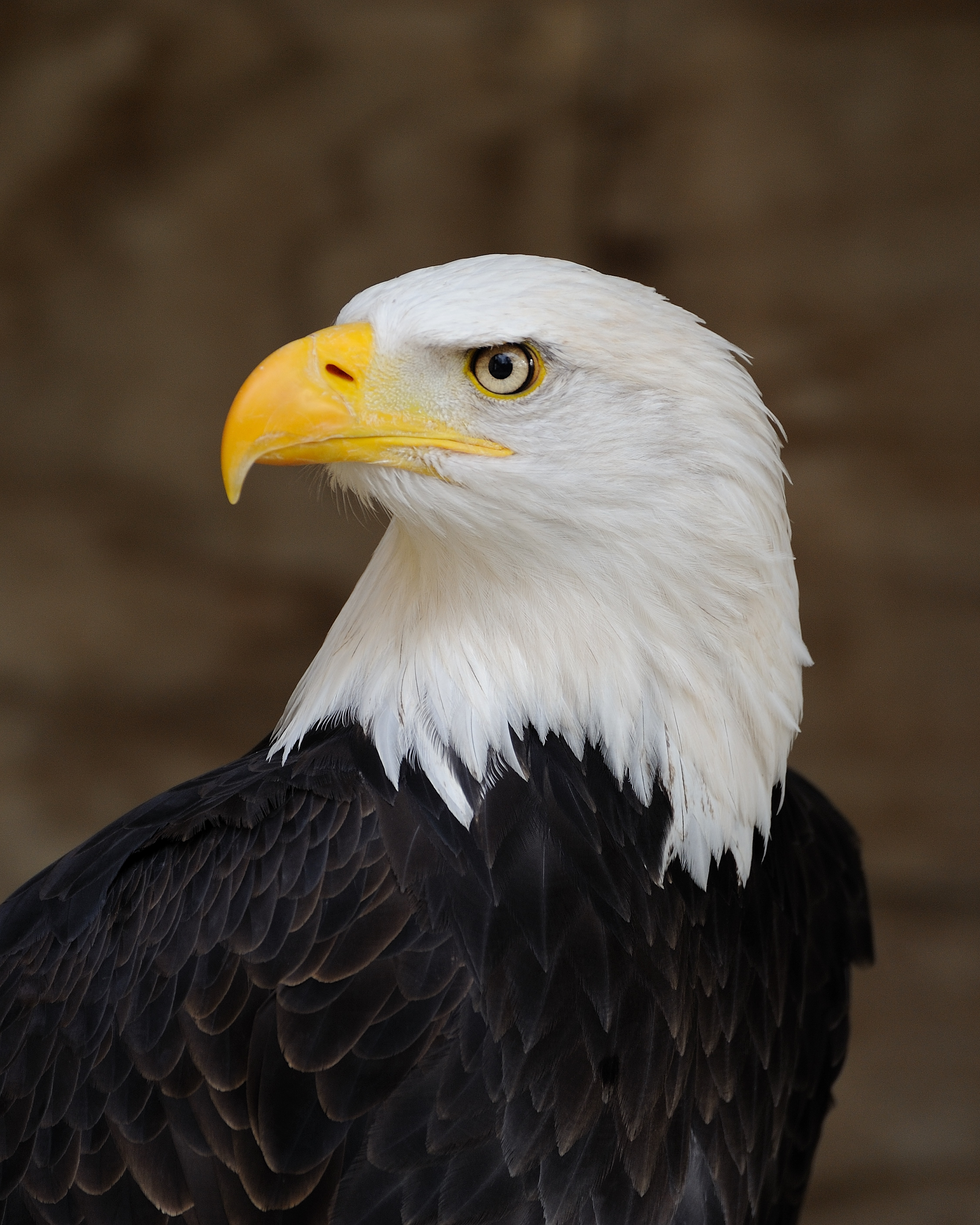
جزئیات سر

طول بدن پرندگان بالغ از نوک منقار تا انتهای دم به ۱۰۲ سانتی‌متر می‌رسد و وزنشان از ۳٫۵ تا ۱۲٫۵ کیلوگرم متغیر است. فاصلهٔ دوسرِ بال‌های پرندهٔ نر از ۱٫۵ تا ۲٫۵ متر متغیر است. جنس ماده از نظر جثه بزرگ‌تر است و در هنگام پرواز تا ۲٫۷ هم می‌رسد. اگر چه نرها کوچکترند ولی از طرفی به دلیل جثه کوچکشان می‌توانند تیزتر و سریع‌تر عمل کنند. از طرفی بزرگ بودن ماده آن را برای گرم کردن تخم‌ها آماده می‌کند.

## نقش بال‌ها
بال‌های این پرندگان به آن‌ها کمک می‌کند که با صرف انرژی بسیار کم و بدون بال زدن با استفاده از جریان‌های هوا اوج بگیرند. نوک پرهای موجود در انتهای بال‌های آن‌ها به تدریج باریک‌تر می‌شود که به عبور آرام جریان هوا از روی بال‌های آن‌ها کمک می‌کند. در نتیجه برای پرواز انرژی کمتری صرف می‌کنند. بال‌های آن‌ها علاوه بر پرواز هنگام ماهیگیری نیز به آن‌ها کمک می‌کنند، اگر ماهی بزرگ باشد آن‌ها به جای پرواز می‌توانند تا ساحل رودخانه با کمک بال‌های نیرومند خود شنا کنند سرعت پرواز آن‌ها از ۱۰۰ تا ۳۲۰ کیلومتر در ساعت متغیر است و بستگی به سرعت جریان‌های هوایی و اینکه در حال افقی پرواز می‌کنند یا در حال شیرجه زدن هستند، دارد. ارتفاع پرواز آن‌ها می‌تواند تا ۳۰۰۰ متر نیز برسد.
نقش دم در عقاب‌ها بسیار با اهمیت است و در پرواز و مانورهای هوایی و شیرجه زدن بسیار به آن‌ها کمک می‌کند. وزن استخوان‌های این عقاب تقریباً ۲۵۰ گرم است که حدود ۵ تا ۶ درصد وزن یک عقاب است. در مقابل وزن پرهای آن‌ها حدود دو برابر وزن استخوان‌های آن‌ها است وزن کم استخوان‌بندی به دلیل توخالی بودن و ساختار اسفنجی آن‌هاست. نوک و چنگال‌های آنان از کراتین تشکیل شده است و به صورت پوسته رشد می‌کنند لذا منقار و چنگال‌های عقاب‌هایی که در اسارت هستند باید به صورت سالیانه کوتاه شود. نوک خمیدهٔ عقاب‌ها به پاره کردن گوشت کمک زیادی می‌کند و به اندازه‌ای تیز است که می‌تواند پوست جانوران را به راحتی پاره کند. دمای بدن عقاب‌ها حدود ۳۵ درجه سانتی‌گراد است. پوست بدن آن‌ها با حدود ۷ هزار پر بسیار نرم و سبک توخالی و انعطاف‌پذیر پوشیده شده که از آن‌ها در مقابل باد باران و آفتاب و سرما محافظت می‌کند.
عقاب‌های سرسفید دارای یک الگوی پرواز آرام و یکنواخت هستند و به آرامی بال می‌زنند.
عقاب‌های سرسفید بالغ را می‌توان به راحتی از سر و دم سفید رنگ آن‌ها شناسایی کرد؛ ولی در حدود پنج سال اول زندگی نمی‌توان آن‌ها را تشخیص داد. با وجود این برخی ویژگی‌ها در آن‌ها وجود دارد که می‌توان شناسایی‌شان را ممکن ساخت. در سال اول زندگی بدن آن‌ها به رنگ قهوه‌ایی تیره، منقار و چشمانشان متمایل به مشکی است. زیر بغل‌های آن‌ها سفید رنگ بوده و تعدای پر سفید در بدن و بال‌های آنان دیده می‌شود. در قسمت بالای دم نیز پرهای متمایل به سفید دیده می‌شود. قسمت زیرین دم آن‌ها عموماً متمایل به سفید است و یک مثلث سفید رنگ در ناحیهٔ پشت و در بالای چشم آن‌ها نیز یک ناحیه سفید وجود دارد. در این سن مقدار آن‌ها خاکستری است. در سال سوم زندگی ناحیه فوقانی سر و گلوی آن‌ها به سفیدی می‌گراید و چشم‌های آن‌ها سفید یا زرد رنگ است. در سال چهارم زندگی برخی از عقاب‌های سرسفید شبیه بزرگسالان بوده و با این وجود اغلب آن‌ها دارای سر متمایل به سفید با رگه‌های تیره در چشم‌ها هستند. برخی دیگر دارای لکه‌های سفید بر روی بدن و بال‌هایشان می‌باشند. در سال اول بلوغ برخی از انواع هنوز دارای نوارهایی در چشمهای خود هستند و برخی دیگر در ناحیه دم و پرهایی با انتهای سیاه دارند.

## تغذیه

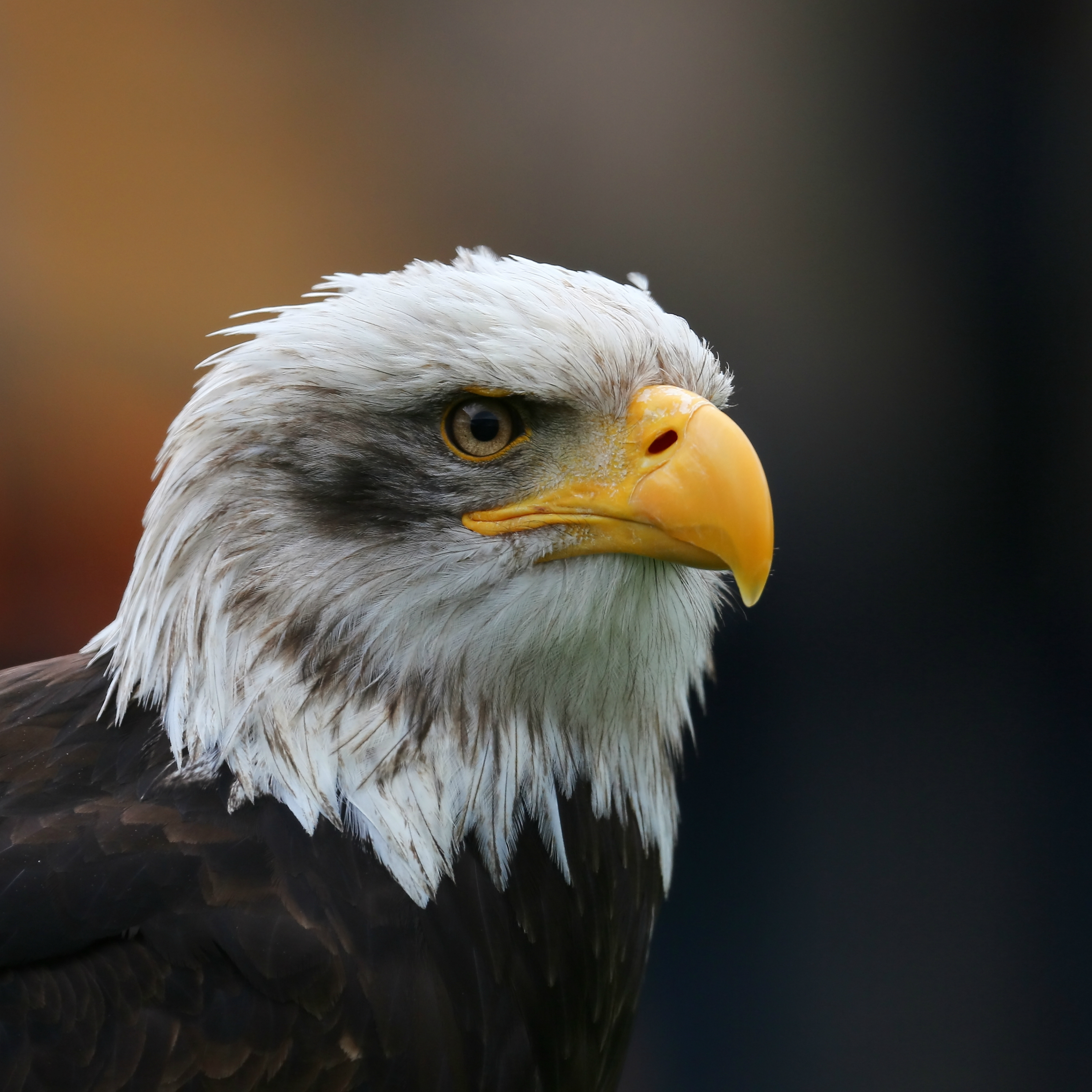
محدوده زندگی این پرنده، آلاسکا، کانادا، تمام خاک اصلی ایالات متحده آمریکا و شمال مکزیک را در بر می‌گیرد.

عقاب‌های سرسفید همانند برخی دیگر از پرندگان شکاری در راس هرم غذایی قرار دارند. آن‌ها عموماً از ماهی و جانوران کوچک مانند اردک، خرگوش، مار و لاکپشت تغذیه می‌کنند و بعضاً لاشه‌خواری می‌نمایند.
ماهی حدود نود درصد رژیم غذایی آن‌ها را تشکیل می‌دهد. تقریباً چهار دقیقه طول می‌کشد تا آن‌ها یک ماهی تقریباً با وزن ۵۰۰ گرم را بخورند. گاهی ماهی را از عقاب‌های دریایی که کوچکتر هستند، می‌ربایند. در گذشته تعداد زیادی از آن‌ها توسط مزرعه‌داران و کشاورزان کشته شدند؛ زیرا عقاب‌های سرسفید به جوجه‌ها و بره‌ها و سایر جانوران اهلی حمله کرده و آن‌ها را شکار می‌کردند. این پرنده برای شکار به منطقهٔ بسیار وسیعی نیاز دارد و می‌تواند شکارهایی با وزن دو کیلوگرم را به‌راحتی به چنگال گرفته و با خود ببرد. آن‌ها می‌توانند به آرامی از بالا به شکار خود نزدیک شده و به‌طور ناگهانی آن‌ها را با چنگال خود ببرد. چنگال‌های قوی آن یک مکانیسم خاص قفل شدن دارد که به محض تماس چنگال با شکار فعال می‌شود و تا وقتی پرنده چنگال‌های خود را بر روی یک سطح سخت فشار نداده باز نمی‌شوند. عقاب‌های سرسفید شناگران ماهری هستند؛ و برای گرفتن ماهی بزرگ می‌توانند داخل آب شده و شنا کنند.
این پرنده مقدار زیادی از زمان خود را صرف استراحت می‌کند؛ زیرا هنگام شکار می‌بایست انرژی زیادی را صرف کند. حدوداً از هر ۱۸ حمله فقط یکی از آن‌ها موفقیت‌آمیز است. آن‌ها برای محافظت از شکار خود بال‌های خود را به صورت چتر بر روی آن باز می‌کنند؛ و هنگام خوردن شکار با یک چنگال آن را نگه می‌دارند و با دیگری آن را پاره کرده و می‌خورند. پس از مدّتی قسمت‌های غیرقابل هضم غذای خود را به دهان برگردانده و بیرون می‌ریزند.
آن‌ها برای زنده ماندن نیازی به خوردن روزانه غذا ندارند. زمانی که رودخانه‌های محل زندگی آن‌ها یخ می‌بندند، به مناطقی مانند نواحی مجاور سدها مهاجرت می‌کنند؛ زیرا آب این نواحی یخ نمی‌بندد. الگوی پرواز آن‌ها توسط جریان‌های هوایی تعیین می‌شود. عقاب‌هایی که تازه مستقل شده‌اند به تنهایی مهاجرت می‌کنند. این عقاب‌ها در پاییز به مناطق گرم‌تر که غذا فراوان‌تر است مهاجرت می‌کنند و در بهار برای لانه‌سازی به مناطق شمالی می‌روند. آن‌ها در طول روز و با سرعت ۵۰ کیلومتر بر ساعت پرواز می‌کنند این عمل معمولاً به صورت گروهی انجام گرفته و هر پرنده با دیگری حدود یک کیلومتر فاصله را حفظ می‌کند، که در این حالت طول پرواز آن‌ها به سی تا ۵۰ کیلومتر می‌رسد. البته تمام عقاب‌ها سرسفید مهاجرت نمی‌کنند. برای مثال گونه‌ای در ناحیه فلوریدا وجود دارد که تمام سال را در همان منطقه زندگی می‌کند.
در فصل تولیدمثل، عقاب‌ها ترجیح می‌دهند که ماهی‌های بزرگتر را شکار کنند و در فصل‌های به‌جز تولیدمثل دزدیدن غذای دیگر جانوران رواج بیشتری دارد و در فصل زمستان مرده‌خواری نیز در میان آن‌ها بیشتر دیده می‌شود.
گاهی دیده می‌شود که عقاب‌های سرسفید به‌طور اشتراکی به شکار می‌پردازند. اگر شکار کوچک باشد ممکن است که آن را در حین پرواز بخورند. اگر یک لاشهٔ بزرگ پیدا کنند، ممکن است روزهای متوالی از آن تغذیه نمایند.

## تولید مثل

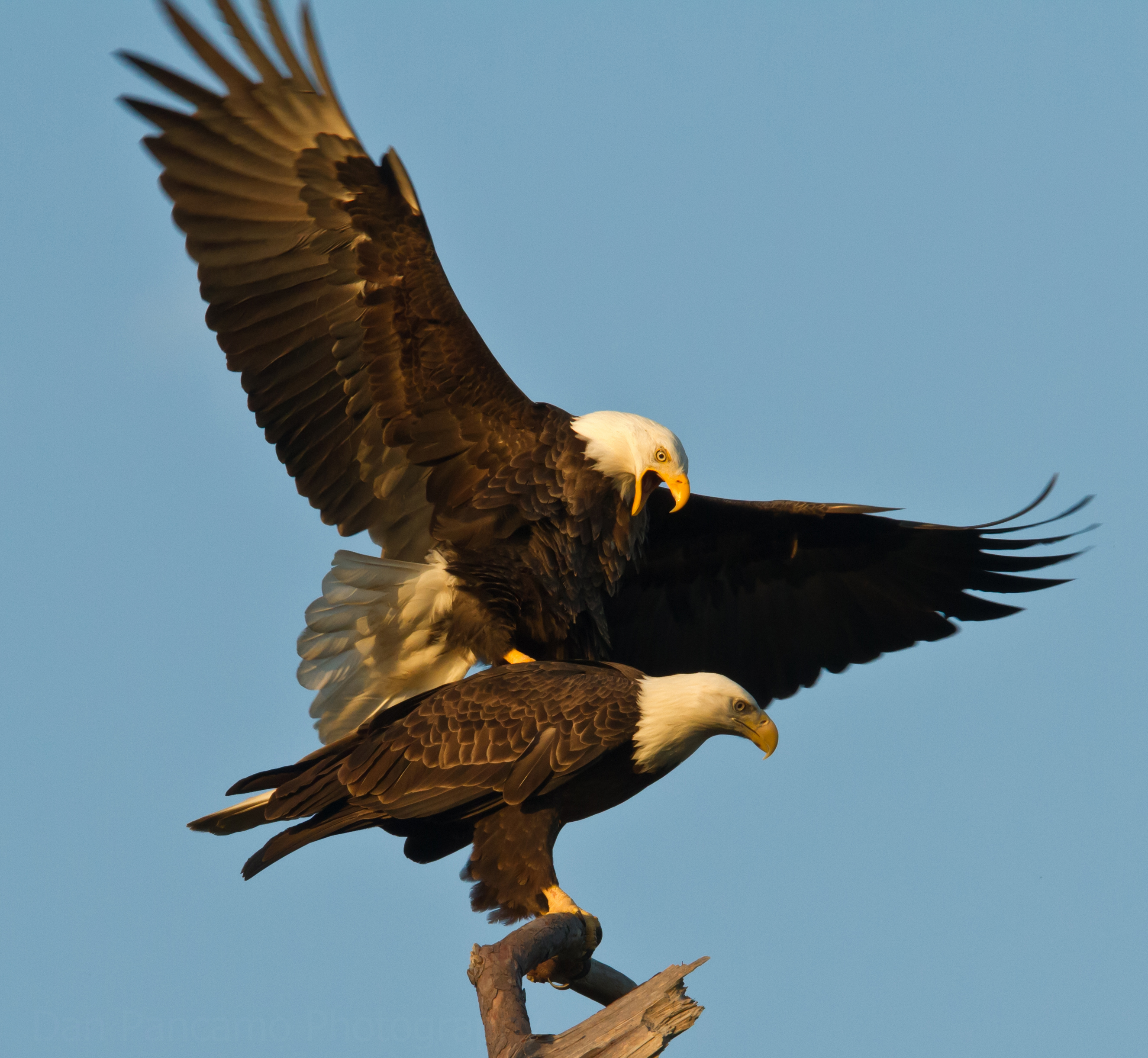
جفت‌گیری

عقاب‌های سرسفید در حالت عادی طول عمری در حدود سی تا چهل سال دارند و در اسارت ممکن است بیشتر نیز عمر کنند. عمر متوسط آن‌ها ۱۵ الی ۲۰ سال است. تعداد زیادی از آن‌ها شکار می‌شوند. تعدادی هم بر اثر شوک الکتریکی که در اثر نشستن روی سیم و کابل برق به وجود می‌آید می‌میرند. در برخی نقاط از گوشت‌های مسموم برای از بین بردن روباه استفاده می‌شود. عقاب‌های سرسفید نیز این روباه‌ها را شکار کرده و می‌خورند که منجر به مرگ آن‌ها می‌شود.
عموماً یک جفت نر و ماده تمام عمر را با هم زندگی می‌کنند. آشیانه این عقاب پر از شاخه‌های کوچک، خزه و علف تشکیل می‌شود که عمق آن حدود ۶۰ سانتی‌متر است و قطر آن حدود ۱٫۵ متر می‌باشد. آن‌ها آشیانه خود را بر بالای درختان می‌سازند و هر ساله آن را تعمیر می‌کنند. شکل لانه با توجه به نوع تکه‌های چوب مورد استفاده فرق می‌کند. اگر از شاخه‌های بلند استفاده شود، شکل لانه مخروطی شکل است. اگر از شاخه‌های خمیده استفاده شود، شکل لانه مسطح و اگر شاخه‌های کوچک استفاده شود، لانه به شکل پیاله خواهد بود. آن‌ها عموماً در همسایگی محل تولد خود لانه‌سازی می‌کند و برای ساختن یک آشیانه مدت زمانی حدود ۲۰ هفته نیاز دارد.
عقاب‌های سرسفید در حدود چهار تا پنج سالگی از نظر جنسی بالغ می‌شود و در این هنگام به دنبال جفت می‌گردند. فصل جفت‌گیری بستگی به ناحیه‌ای دارد که عقاب‌ها در آن زندگی می‌کنند. ممکن است که یک جفت به‌طور اختیاری در یک سال معین جفت‌گیری نکنند. این تصمیم‌گیری غریزی بوده و بر اساس عواملی همچون شرایط آب و هوایی دسترسی به غذا و نیز در دسترس بودن مکان برای لانه‌سازی صورت می‌گیرد.
عقاب ماده یک تا سه تخم می‌گذارد. رنگ تخم‌ها سفید خال‌خالی یا زرد نخودی می‌باشد؛ که فرم و اندازه آن‌ها مانند تخم غاز است. در طول مدتی که ماده بر روی تخم‌ها می‌خوابد، پرندهٔ نر شاخه‌های تازه جوانه‌زده را به لانه می‌آورد. این امر ممکن است برای از بین بردن بوی بد لانه یا ایجاد سایه صورت بپذیرد. والدین در تمام کارها شریک هستند. شکار و خوابیدن روی تخم و نگهداری از جوجه‌ها به صورت اشتراکی انجام می‌شود. با وجود این، پرندهٔ ماده بیشترین کار را برای لانه‌سازی انجام می‌دهد. همواره یکی از والدین در لانه حضور دارد. پرندهٔ نر اغلب سر ماهی را خورده و مابقی را به لانه می‌آورد. از سوی دیگر پرندهٔ نر نیز مدتی بر روی تخم‌ها می‌خوابد. در این مدت پرندهٔ ماده به شکار و تمیزی می‌پردازد. محیط زندگی عقاب باید کاملاً آرام باشد. اگر برای آن‌ها مزاحمت ایجاد شود آن‌ها لانه را ترک خواهند کرد.

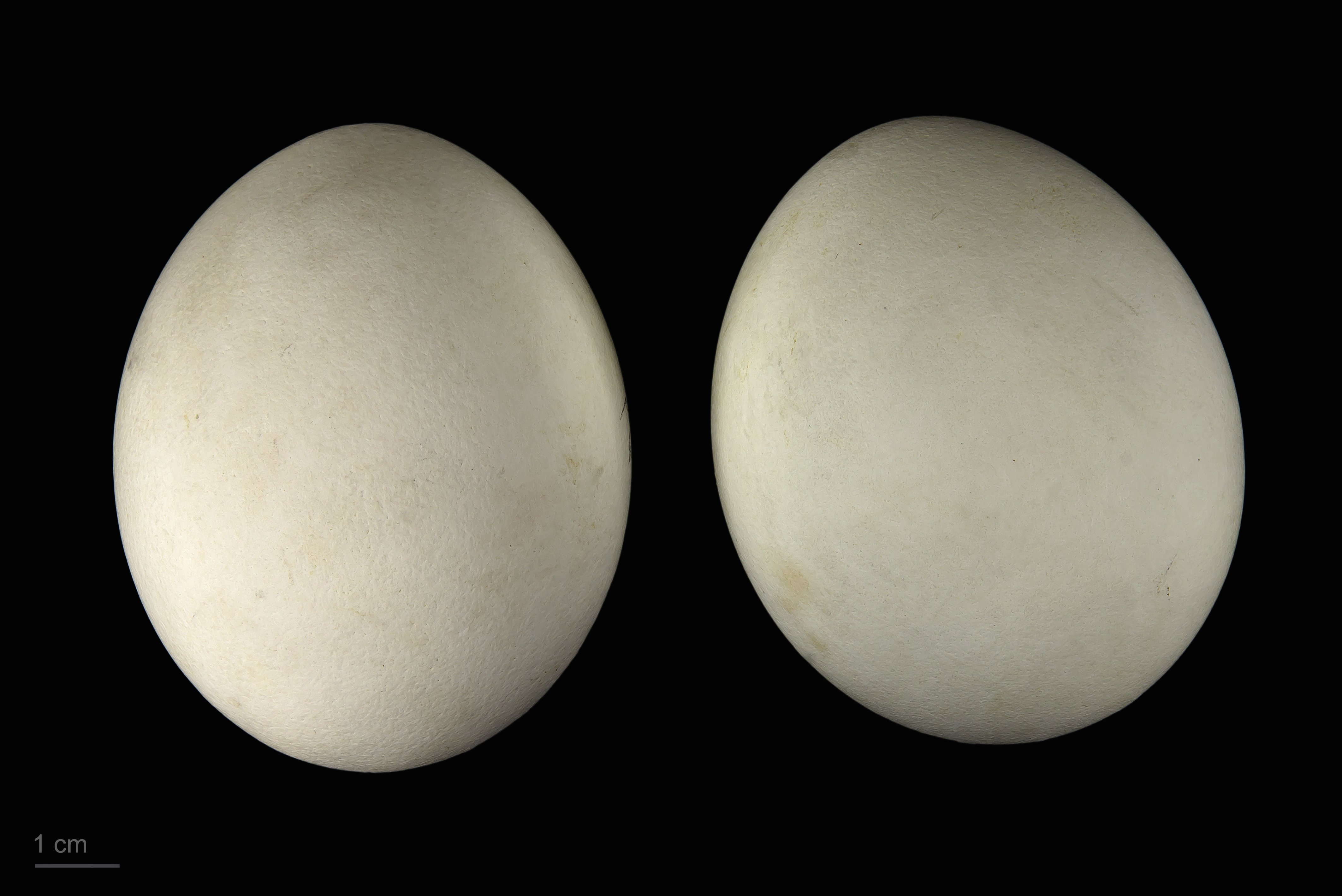
Haliaeetus leucocephalus